# Tyrone (Georgia)
Tyrone is een plaats (town) in de Amerikaanse staat Georgia, en valt bestuurlijk gezien onder Fayette County.

## Demografie
Bij de volkstelling in 2000 werd het aantal inwoners vastgesteld op 3916.
In 2006 is het aantal inwoners door het United States Census Bureau geschat op 6273, een stijging van 2357 (60.2%).

## Geografie
Volgens het United States Census Bureau beslaat de plaats een oppervlakte van
33,1 km², waarvan 32,8 km² land en 0,3 km² water. Tyrone ligt op ongeveer 292 m boven zeeniveau.

## Plaatsen in de nabije omgeving
De onderstaande figuur toont nabijgelegen plaatsen in een straal van 16 km rond Tyrone.